# Vladimír Országh
Vladimír Országh (* 24. Mai 1977 in Banská Bystrica, Tschechoslowakei) ist ein ehemaliger slowakischer Eishockeyspieler und heutiger -trainer, der in seiner aktiven Zeit von 1993 bis 2006 unter anderem für die New York Islanders, Nashville Predators und St. Louis Blues in der National Hockey League aktiv war. Seit Beginn der Saison 2022/23 ist er Assistenztrainer des HC Oceláři Třinec  aus der tschechischen Extraliga. Seine Cousine Petra Országhova war ebenfalls slowakische Nationalspielerin.

## Karriere

### Als Spieler
Vladimír Országh begann seine Karriere als Eishockeyspieler in seiner Heimatstadt in der Jugend des SK Iskra Banská Bystrica, für dessen Profimannschaft er in der Saison 1994/95 sein Debüt in der zweitklassigen 1. Liga gab. Zudem stand er in seinem Rookiejahr in einer Partie für den MHC Martin in der Extraliga auf dem Eis. Mit Banska Bystrica stieg der Angreifer 1995 in die Extraliga auf, woraufhin er im NHL Entry Draft 2005 in der fünften Runde als insgesamt 106. Spieler von den New York Islanders und beim CHL Import Draft desselben Jahres an insgesamt 13. Stelle von den Portland Winterhawks ausgewählt wurde. Zunächst spielte der Linksschütze jedoch in der Saison 1995/96 für seinen Heimatclub aus Banska Bystrica in der Extraliga, ehe er von 1996 bis 1998 für das Farmteam New Yorks, die Utah Grizzlies aus der International Hockey League, auflief, wobei der Slowake in der Saison 1997/98 sein Debüt in der National Hockey League für die Islanders gab. Von 1998 bis 2000 spielte Országh erneut hauptsächlich in der American Hockey League, in der er für das neue Farmteam der Islanders aktiv war.
Nach einem Jahr bei Djurgården Hockey in der schwedischen Elitserien erhielt Országh am 30. Mai 2001 einen Vertrag als Free Agent bei den Nashville Predators, bei denen er in den folgenden drei Spielzeiten einen Stammplatz in ihrem NHL-Kader hatte. Den Lockout während der Saison 2004/05 überbrückte der Weltmeister von 2002 in seiner slowakischen Heimat, in der er mit dem HKm Zvolen im Finale um die Slowakische Meisterschaft dem HC Slovan Bratislava unterlag. Die Saison 2005/06 begann der ehemalige Nationalspieler bei Luleå HF aus der schwedischen Elitserien, ehe er am 30. Dezember 2005 von den St. Louis Blues verpflichtet wurde, für das er bis zum Saisonende in 16 Spielen auf dem Eis stand. Aufgrund einer Knieverletzung musste Országh während der gesamten Saison 2006/07 mit dem Eishockey pausieren, woraufhin er seine Karriere beendete. Im Laufe der Spielzeit 2007/08 versuchte er ein Comeback bei seinem Heimatverein, absolvierte aber nur ein Spiel.
Während der Saison 2009/10 brachte er es auf weitere 14 Einsätze in der slowakischen Extraliga, bevor er seine Karriere im Dezember 2009 endgültig beendete.

### Als Trainer
Nach seinem Karriereende wurde Országh 2010 in den Trainerstab des HC 05 Banská Bystrica als Co-Trainer aufgenommen. Zwischen 2012 und 2014 betreute er das gleiche Team als Cheftrainer. Parallel dazu wurde er 2013 in den Trainerstab des slowakischen Nationalteams berufen, wobei er Nationaltrainer Vladimír Vůjtek als Assistenztrainer unterstützte.
In der Saison 2014/15 gehörte Országh dem Trainerteam des HC Slovan Bratislava aus der KHL an. Anschließend kehrte er zum HC 05 Banská Bystrica als Cheftrainer zurück, mit dem er 2017 und 2018 jeweils den slowakischen Meistertitel gewann. Aufgrund dieser Erfolge kehrte er 2018 zu Slovan Bratislava zurück, diesmal jedoch als Cheftrainer, und betreute den Klub bis zum Ende der Spielzeit 2018/19.
Vor Beginn der Saison 2020/21 wurde er Cheftrainer des HC Verva Litvínov aus der tschechischen Extraliga und wurde im November 2021 aus dieser Position entlassen. Seit der Saison 2022/23 ist Országh Assistenztrainer beim HC Oceláři Třinec.

### International
Für die Slowakei nahm Országh an der U20-Junioren-B-Weltmeisterschaft 1995, der U20-Junioren-A-Weltmeisterschaft 1996 sowie den Weltmeisterschaften im Seniorenbereich 2001, 2002, als die slowakische Mannschaft Weltmeister wurde, 2003, als er mit dem Team die Bronzemedaille gewann, 2004 und 2005 teil. Des Weiteren stand er im Aufgebot der Slowakei beim World Cup of Hockey 2004.

## Erfolge und Auszeichnungen
- 1995 Aufstieg in die A-Gruppe bei der U20-Junioren-B-Weltmeisterschaft
- 1995 Aufstieg in die Extraliga mit dem HC 05 Banská Bystrica
- 2002 Goldmedaille bei der Weltmeisterschaft
- 2003 Bronzemedaille bei der Weltmeisterschaft
- 2005 Slowakischer Vizemeister mit dem HKm Zvolen
- 2017 Slowakischer Meister mit dem HC 05 Banská Bystrica (als Trainer)
- 2018 Slowakischer Meister mit dem HC 05 Banská Bystrica (als Trainer)
- 2023 Tschechischer Meister mit dem HC Oceláři Třinec (als Trainer)